# 帕科·德卢西亚

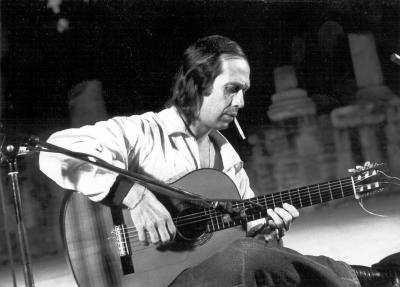
帕克·德·路西亚

帕克·德·路西亞（西班牙語：Paco de Lucía，1947年12月21日—2014年2月25日），西班牙弗拉明戈吉他演奏大师，20世纪以来弗拉明戈界的重要人物之一，以高超的演奏技巧及多产聞名，故亦被称为弗拉明戈吉他之神。

## 生平
於1968-1977年间，他与传奇弗拉明戈歌手卡馬隆·德·拉·伊斯拉合作的10张经典唱片，被認為是弗拉明戈史上最为伟大的組合。从1979年后，他又与其他两位爵士吉他大师 John McLaughlin 和 Al di Meola 组成被认为历史上最好的的吉他三重奏（The Guitar Trio），三人共发行了数张融合各种音乐风格的唱片，當中以1981年发行的Friday Night in San Francisco最为人所熟識。
此外他还是著名弗拉明戈歌者Pepe de Lucia的弟弟，以及著名拉丁流行歌手玛露的叔叔。
2014年2月25日，他因心臟病發，於墨西哥金塔納羅奧州普拉亞德爾卡曼逝世。

## 軼事
在他於1991年被要求演奏阿蘭輝茲協奏曲之前，帕科·德·盧西亞是不太會讀樂譜的。